# エリック・ジェンバ＝ジェンバ

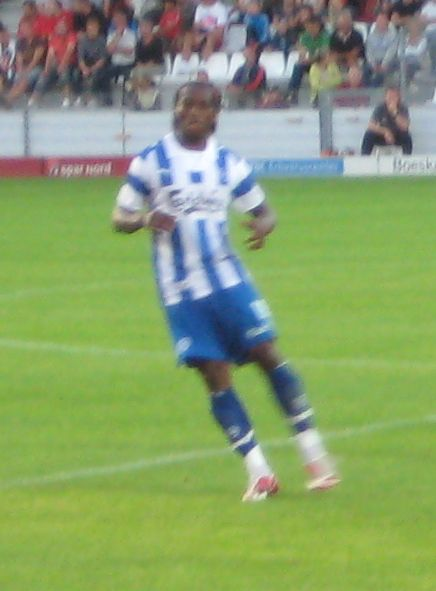
エリック・ジェンバ＝ジェンバ

エリック・ダニエル・ジェンバ＝ジェンバ（Eric Daniel Djemba-Djemba, 1981年5月4日 - ）は、カメルーン・ドゥアラ出身の元同国代表サッカー選手。現役時代のポジションはミッドフィールダー。

## クラブ経歴

### マンチェスター・ユナイテッド
リーグ・アンのFCナントで出色の出来を見せたジェンバ＝ジェンバは、31歳となる主将ロイ・キーンの後釜として2003年夏にマンチェスター・ユナイテッドFCへ移籍金350万ポンドの5年契約で加入。デビュー戦のFAコミュニティ・シールドはアーセン・ベンゲル監督率いるアーセナルFCが相手だったが、ソル・キャンベルとマッチアップを繰り広げた。フットボールリーグカップのリーズ・ユナイテッドAFC戦では、2-2の引き分けの末に行われた延長戦でクイントン・フォーチュンのコーナーキックからループボレーを放ち、相手GKポール・ロビンソンの頭上を越え得点となった。これが決勝点となり、3-2で勝利し次のラウンドへ駒を進めた。また、UEFAチャンピオンズリーグ 2003-04・ギリシャのパナシナイコスFC戦（5-0）で1得点を挙げる活躍を見せたが、オールド・トラッフォードでの1年半の生活は自身の能力を継続して示すことが出来ず、キーンの後釜としての地位を築くことに失敗した。この失敗は、メディアが選出するアレックス・ファーガソン監督が見誤った選手の1人に度々名前を連ねるのみならず、ファーガソン自身も2000試合以上指揮してきた長年の監督生活の中で最悪の契約の1つにジェンバ＝ジェンバの名を挙げるほどだった。

### アストン・ヴィラ
2005年1月の移籍市場で移籍金135万ポンドでアストン・ヴィラFCに売却されたが、中盤の序列でギャヴィン・マッキャンとスティーヴン・デイヴィスの控えに甘んじ、自身の評判を回復することは出来ずにいた。2006-07シーズンから新就任したマーティン・オニール監督の下ではエミレーツ・スタジアムでのアーセナル戦に途中出場したのみと完全に構想外になり、1月の移籍市場でシーズン終了までの期限でフットボールリーグ・チャンピオンシップのバーンリーFCへ貸し出された。
バーンリー（ローン）
2007年1月31日のサウサンプトンFC戦でデビューし、90分フル出場した。リールからのオファーを断ってまで参加したターフ・ムーアでの生活は、累積警告により退場したダービー・カウンティFC戦があったものの、今までと打って変わってレギュラーとして好調なプレーをみせた。そのため、バーンリーのスティーヴ・コッテリル監督とオニール監督は次のシーズンについて会談を持つも、2007年7月にアストン・ヴィラへ復帰することが決定。しかし、居場所を見つけることが出来ずに同年8月2日に退団した。

### その後
カタールSCでの1シーズンを経て、2008年7月16日にデンマークのオーデンセBKと3年契約で移籍し、UEFAインタートトカップの古巣アストン・ヴィラ戦（1-1）でデビュー。翌シーズンに契約延長を勝ち取るなど、コンスタントなプレーをみせたことで2010年7月28日にイングランドのウェスト・ブロムウィッチ・アルビオンFCと契約寸前まで迫ったが、メディカルチェックの問題から破談した。
2012年8月14日にイスラエルのハポエル・テルアビブFCへ2年契約で移籍。
2013年7月24日、セルビアのパルチザン・ベオグラードへの移籍が発表された。
2013年末でパルチザンとの契約を解除し、2014年2月5日、セント・ミレンFCに加入した。
ISLやQNBリーグ、CFAでのプレーを経て、2016年11月7日にスイス5部のFCヴァロルブ＝バレーグへ加入することが発表された。

## 代表経歴
カメルーン代表としては、2002年1月のチュニジア戦でデビュー。同年のアフリカネイションズカップ2002で優勝を経験し、2002 FIFAワールドカップにも出場した。翌年のFIFAコンフェデレーションズカップ2003では準優勝だった。

## 代表歴

### 出場大会
- カメルーン代表
  - 2002 FIFAワールドカップ

### 試合数
- 国際Aマッチ 36試合 0得点（2002年-2011年）[17]

| カメルーン代表 | 国際Aマッチ | 国際Aマッチ |
| 年             | 出場        | 得点        |
| -------------- | ----------- | ----------- |
| 2002           | 8           | 0           |
| 2003           | 7           | 0           |
| 2004           | 8           | 0           |
| 2005           | 5           | 0           |
| 2006           | 0           | 0           |
| 2007           | 0           | 0           |
| 2008           | 2           | 0           |
| 2009           | 3           | 0           |
| 2010           | 0           | 0           |
| 2011           | 3           | 0           |
| 通算           | 36          | 0           |

## タイトル

### クラブ
マンチェスター・ユナイテッド
- FAコミュニティ・シールド : 2003
- FAカップ : 2003-04

### 代表
カメルーン代表
- アフリカネイションズカップ : 2002